# Seznam slezských šlechtických rodů, Ř
Tento seznam obsahuje výčet šlechtických rodů, které byly v minulosti spjaty s územím Slezska. Podmínkou uvedení je držba majetku, která byla v minulosti jedním z hlavních atributů šlechty, případně, zejména u šlechty novodobé, jejich služby ve státní správě na území Slezska či podnikatelské aktivity. Platí rovněž, že u šlechty, která nedržela konkrétní nemovitý majetek, jsou uvedeny celé rody, tj. rodiny, které na daném území žily alespoň po dvě generace, nejsou tudíž zahrnuti a počítáni za domácí šlechtu jednotlivci, kteří ve Slezsku vykonávali pouze určité funkce (politické, vojenské apod.) po přechodnou či krátkou dobu. Nejsou rovněž zahrnuti církevní hodnostáři z řad šlechty, kteří pocházeli ze šlechtických rodů z jiných zemí.

## Ř
- Řendovští z Řendovic[1]
- Řepové z Greifendorfu[1]